# 八幡神社 (大垣市墨俣町)
八幡神社（はちまんじんじゃ）は、岐阜県大垣市（旧安八郡墨俣町）にある神社。美濃路沿いにある。西町八幡神社ともいう。
美濃国安八郡式内社の荒方神社（荒方明神）の論社の一つである。もう一つの論社は白鬚神社 。
元々の位置は現在地の北（犀川河川敷）であり、本巣郡と安八郡の境に存在したという。

## 祭神
- 応神天皇
  - 説経節をぐりによると、小栗判官が現人神として祀られているという。

## 交通機関
- 名阪近鉄バス岐垣線「墨俣」バス停より徒歩15分
  - 大垣駅前バスのりば（大垣駅南）2番のりば「岐阜聖徳学園大学」「岐阜流通センター南口」行き
- 岐阜バスおぶさ墨俣線「墨俣」バス停より徒歩15分
  - JR岐阜駅バスターミナル（岐阜駅北）6番のりば「W65　墨俣」行き
  - 名鉄岐阜のりば（名鉄岐阜駅西）1番のりば「W65　墨俣」行き